# قلعه انیک
قلعهٔ اَنیک (انگلیسی: Alnwick Castle; ‎i‎/ˈæn[invalid input: 'ɪ-']k/‎) نام قلعه و عمارتی مسکونی در شهر انیک واقع در شهرستان نورث‌آمبرلند است.
این کاخ مسکونی پس از حمله نرمن‌ها به انگلستان ساخته شده و پس از آن، چندین بار، بازسازی شده است و در بناهای فهرست‌شدهٔ ردیف اول، جای می‌گیرد.
این قلعه در سال ۲۰۱۲ میلادی بیش از ۸۰۰٬۰۰۰ بازدید کننده داشت.